# Liste der Gerechten unter den Völkern aus Italien

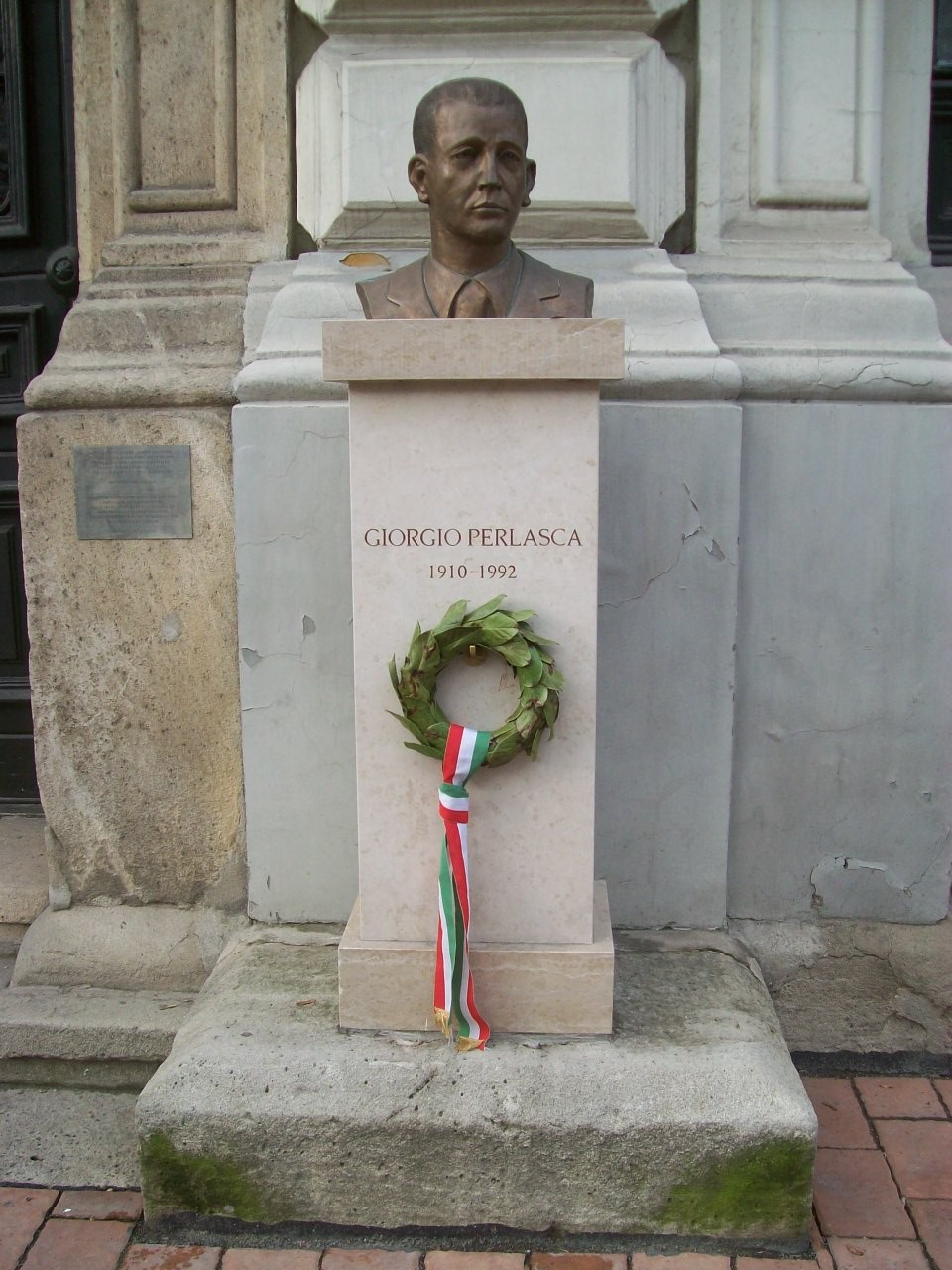
Denkmal für den Italiener Giorgio Perlasca in Budapest, der dort etwa 5000 Juden das Leben rettete

Die Liste der Gerechten unter den Völkern aus Italien führt in alphabetischer Reihenfolge diejenigen Italiener auf, die von der Gedenkstätte Yad Vashem mit dem Titel Gerechter unter den Völkern bedacht wurden.

## Hintergrund
Dieser Titel wird nichtjüdischen Einzelpersonen verliehen, die unter nationalsozialistischer Herrschaft während des Zweiten Weltkriegs ihr Leben einsetzten, um Juden vor der Ermordung zu retten. 
766 Italiener und Italienerinnen haben bisher die Auszeichnung Gerechter unter den Völkern verliehen bekommen (Stand vom 1. Januar 2022).

## Liste
Die Liste ist alphabetisch nach Nachnamen geordnet. Hinter dem Namen sind jeweils das Geburtsdatum, das Sterbedatum, der Ort der Rettungsaktion, der Grund der Ehrung und das Jahr der Ehrung angegeben.

### A
| Name                                   | Geboren          | Gestorben | Ort der Rettung | Grund der Ehrung | Jahr |
| -------------------------------------- | ---------------- | --------- | --------------- | --- | ---- |
| Pietro Aceti                           | 27. Oktober 1875 |           | Gignese         | Der Metzger Pietro Aceti versteckte und versorgte mit seinen beiden Kindern Giuseppina und Mario eine dreiköpfige jüdische Familie bei sich zu Hause. Nach einer Razzia half er ein neues, sicheres Versteck zu finden. Der Familie gelang später die Flucht in die Schweiz. | 2003 |
| Giuseppina Aceti                       | 1910             |           | Gignese         | Der Metzger Pietro Aceti versteckte und versorgte mit seinen beiden Kindern Giuseppina und Mario eine dreiköpfige jüdische Familie bei sich zu Hause. Nach einer Razzia half er ein neues, sicheres Versteck zu finden. Der Familie gelang später die Flucht in die Schweiz. | 2003 |
| Mario Aceti                            | 1909             |           | Gignese         | Der Metzger Pietro Aceti versteckte und versorgte mit seinen beiden Kindern Giuseppina und Mario eine dreiköpfige jüdische Familie bei sich zu Hause. Nach einer Razzia half er ein neues, sicheres Versteck zu finden. Der Familie gelang später die Flucht in die Schweiz. | 2003 |
| Ulisse Adami                           |                  |           | Siena           | | 1982 |
| Ada Cardini Adami                      |                  |           | Siena           | | 1982 |
| Achille Afan de Rivera Costaguti       | 1904             | 1988      | Rom             | | 2002 |
| Giulia Florio Afan de Rivera Costaguti | 1909             | 1989      | Rom             | | 2002 |

| - Spartaco Alessandri und seine Mutter Mimma Alessandri (Cagli), 2004 - Pater Armando Alessandrini (Rom), 1996 - Emilio Ambrostolo & Virginia Brandone Ambrostolo (Cessole), 1999 - Maria Amendola (Rom), 1983 - Pater Pasquale Amerio (Saluzzo), 1983 - Luisa Colombo Andreani (Como) - Carlo Angela (San Maurizio Canavese), 2001 - Fosco Annoni und seine Schwester Tina Annoni (Leopoli / Ukraine und Parma), 1993 - Umberto Antolini, & Eltern (Ferrara), 1983 | - Maria Antoniazzi (Mutter Antonia) (Rom), 2004 - Pietro Antonini & Teresa Giovannucci Antonini (Riano Flaminio), 1993 - Pater Francesco Antonioli (Rom), 1996 - Giovanni Battista Arleri & Clelia Damonte Arleri, und ihr Sohn Elio Arleri (Asti), 2004 - Rinaldo Arnaldi, 1983 - Giacomo Avenia (Calestano), 1999 - Michel Avondet & Leontine Avontet, 1981 - Giuseppe Azzali, Igino Gennari & Corina Azzali Gennari, 2003 |

### B
| Name             | Geboren | Gestorben | Ort der Rettung | Grund der Ehrung       | Jahr |
| ---------------- | ------- | --------- | --------------- | ---------------------- | ---- |
| Virginia Badetti |         |           |                 | Mutter Maria Augustina | 1998 |

| - Giovanni Barbareschi - Ostilio Barbieri & Amelia Prevoli Barbieri (Calestano), 1999 - Gino Bartali, 2013 - Biagio Bartalucci & Armida Bellucci Bartalucci, Bruno Bartalucci & Giacomina Gallinaro Bartalucci, 2003 - Vincenzo Bartoleschi & Rosmunda Gennari Bartoleschi, und ihr Sohn Benedetto Bartoleschi, 2005 - Monsignore Angelo Bassi, 2004 - Giacomo Bassi (San Giorgio su Legnano), 1998 Versteckte als Gemeindesekretär von San Giorgio su Legnano eine fünfköpfige jüdische Familie in der örtlichen Grundschule und versorgte sie bis Kriegsende mit Lebensmitteln und falschen Dokumenten. - Lida Basso Frisini, 1978 - Alessandro Bastianon, 1997 - Monsignore Arrigo Beccari (Nonantola), 1964 - Gino Bellio & Elsa Poianella Bellio, 1998 - Giovanni Belmessieri und seine Tochter Gina Belmessieri, 2005 - Emilia Benedetti (Mutter Maria Agnese), 1998 - Monsignore Francesco Bertoglio (Rom) 2011 Versteckte 65 Juden im Pontificio Seminario Lombardo - Antonio Bertone, [2006] - Regina Bettin & Giovanni Bettin, 1994 - Emmo Bezzan & Brunilde Sigismondi Bezzan und ihre Tochter Lavinia Bezzan Poggi, 1984 - Amato Billour & Letizia Billour, 1981 - Renato Bisogni & Giovanna Bisogni, 1974 - Martino Bisogni & Maria Mazzieri Bisogni (Pitigliano), 2002 - Mutter Giuseppina Biviglia, 2013 | - Edmondo Carlo Bizzi, Nerina Montebello Bizzi, Bianca Bizzi Palmonari, Laura Bizzi, 2004 - Pietro Boetto, Erzbischof von Genua, 2017 - Clotilde Roda Boggio, 1986 - Luciana Boldetti, 1984 - Anna Bolledi (Nonne: Schwester Emerenzia), 1997 - Giuseppe Bonaiti & Luigia Baracchetti Bonaiti, 1997 - Enzo Boni-Boldoni, 2002 - Giovanni Borromeo (Rom), 2004 - Monsignore Guido Bortolameotti, 1981 - Vasco Borgogni und Ada Borgogni (Siena), 2012 - Alfredo Braccagni, 1978 - Umberto Bracci und Tochter Lina Bracci Marchetti, 1990 - Nino Brandi & Rita Scrivani Brandi, 2004 - Domenico Brandone & Luigia Armellino Brandone (Cessole), 1999 - Luigi Brizi und Sohn Trento Brizi, Assisi, 1997 - Francesco Brondello, 2004 - Luigi Brugnoli & Ombrellina Cavalca Brugnoli, 2000 - Pater Aldo Brunacci (Assisi), 1977 - Roberto Brunetti & Maria Brunetti (Caprarola), 2005 - Giuseppe Brusasca, 1969 - Giuseppe Brutti & Elvira Lucci Brutti, 2004 - Giuseppe Bucci, 1999 - Elena Bucci, 2005 - Costantino Giorgio Bulgari & Laura Bulgari (Rom), 2003 - Anita Pesante Burian, 1983 - Ester Busnelli, 1995 - Eugenio Bussa, 1990 |

### C
| Name            | Geboren | Gestorben | Ort der Rettung | Grund der Ehrung | Jahr |
| --------------- | ------- | --------- | --------------- | ---------------- | ---- |
| Emilia Cabrusa  |         |           | Velletri        |                  | 1997 |
| Giorgio Cabrusa |         |           | Velletri        |                  | 1997 |

| - Virgilio Caglio & Amalia Caglio, 1999 - Clelia Caligiuri (Piavon), 1966 - Gennaro Campolmi (Florenz), 1976 - Pio Candini & Gina Marchesi Candini (San Giorgio di Piano, Bologna), 1998 - Luca Canelli, 1999 - Alfonso Canova (Bologna), 1968 - Giovanni Cappello & Luigia Schena Cappello (Venedig), 1996 - Lodovico Cardini & Lydia Cardini und Sohn Gino Cardini (Siena), 1982 - Michele Carlotto (Valli del Pasubio), 1996 - Giuseppe Caronia (Rom), 1996 - Osman Carugno (Bellaria), 1985 - Leto Casini (Florenz), 1965 - Enzo Casini & Maria Pia Bellini Casini, 1978 - Filippo Castelli & Gina Frangini Castelli (Rom), 1983 - Roberto Castracane (Villa Santa Maria), 1978 - Lydia Gelmi Cattaneo (Bergamo), 1974 - Maria Maddalena Cei, für die Schwestern vom Dienst der Maria Santissima Addolorata (Florenz), 1997 | - Angelo Cerioli, und Tochter Dina Cerioli (Magenta), 1997 - Lajos Cicutti und Söhne Luigi Cicutti & Jozsef Cicutti (Budapest), 2000 - Lina Citterich & Mario Citterich (Saloniki), 1987 - Emilia Ciuccoli & Francesco Ciuccoli (Chiusi della Verna), 2002 - Elvezio Coduri & Olive Cosgrove Coduri (Suna), 1983 - Alfredo Comba & Maria Avondet Comba, 1981 - Ines Conci & Aurelio Conci (Mailand), 1978 - Maria Corsetti (Mutter Ferdinanda), 1997 - Cesare Costantini & Letizia Frangini Costantini (Rom), 1983 - Giuseppe Costanzi & Elena Simonetti Costanzi (Rom), 1999 - Lina Crippa-Leoni (Mailand), 1978 - Fausto Cunial (Possagno) 1997 - Daniele Cupertino & Teresa Morelli Cupertino (Rom) 1983 - Emanuele Custo & Rosetta Custo (Cadibrocco di Serra Riccò), 1989 - Cortile Luigi (Nola), 2006 - Tullio Colsalvatico (Fiastra), 2009 - Pater Raffaele de Ghantuz Cubbe (Frascati), 2010 |

### D
| Name              | Geboren | Gestorben | Ort der Rettung | Grund der Ehrung | Jahr |
| ----------------- | ------- | --------- | --------------- | ---------------- | ---- |
| Alessandro Daelli |         |           | Rom             |                  | 1999 |

| - Luciano Dainelli und seine Eltern Vincenzo Dainelli & Adele Pacchiarotti Dainelli (Pitigliano), 2002 - Kardinal Elia Dalla Costa, 2012 - Angelo Dalla Torre (Treviso), 1965 - Antonio Dalla Valle (Bagnacavallo, Ravenna), 1974 - Pina Valeri Darmon (Rom), 1974 - Enrico De Angelis & Giuseppina Di Carlo De Angelis (Rom), 1996 - Orlando e Maria De Bellis, Porto Recanati, 2006 - Benedetto De Beni, 1996 - Angelo De Fiore (Rom), 1969 | - Benvenuto De Franc & Carlotta Carletti De Franc (Rom), 1983 - Mario De Micheli & Ada Tommasi De Micheli, 1982 - Giuseppe De Zotti, 1965 - Giovanni Della Nave & Mariangela Rabbiosi Della Nave, 2003 - Piero Di Gori & Albina Di Gori (Montale, Pistoia), 1992 - Sem Grassi & Maria Grassi (San Piero Agliana), 1992 - Alessandro Di Pietro, (Rom), 2001 - Pater Antonio Dressino, (Rom), 1995 - Giuditta Drigo, 1998 |

### E
| Name                | Geboren | Gestorben | Ort der Rettung | Grund der Ehrung | Jahr |
| ------------------- | ------- | --------- | --------------- | ---------------- | ---- |
| Maria Leone Ehrhard |         |           | Rom             |                  | 2001 |

### F
| Name                       | Geboren | Gestorben | Ort der Rettung          | Grund der Ehrung | Jahr |
| -------------------------- | ------- | --------- | ------------------------ | ---------------- | ---- |
| Monsignore Giulio Facibeni |         |           | Galeata, Forlì – Florenz |                  | 1996 |

| - Monsignore Vincenzo Fagiolo (Rom), 1983 Katholischer Priester, der sich in seiner Diözese Rom für verfolgte Juden einsetzte. - Giovanni Ferrari & Anna Bedone Ferrari, 1997 - Mutter Maria Angelica Ferrari, 1992 - Odoardo Focherini, 1969 | - Mutter Marta Folcia, 1994 - Torquato Fraccon, 1978 - Amalia Frangini (Rom), 1983 - Elvira Furlan, 1990 |

### G
| Name                 | Geboren | Gestorben | Ort der Rettung | Grund der Ehrung | Jahr |
| -------------------- | ------- | --------- | --------------- | ---------------- | ---- |
| Anna Signori Galetti |         |           | Laglio          |                  | 2005 |
| Salvatore Galetti    |         |           | Laglio          |                  | 2005 |

| - Elio Gallina (Treviso), 2007 - Guelfo Galvani (Mailand), 1985 - Pietro Galvani & Giovanna Belmessieri Galvani, 2005 - Giuseppe Gandolfi & Albina Gigliotti Gandolfi (Ostia Parmense), 2005 - Antonio Garbini (Magenta), 1997 - Ciro Garibaldi & Maria Cassinelli Garibaldi (Frisolino), 1997 - Francesco Garofano & Elsa Garofano (Grognardo), 1979 - Arturo Gatti (Karvaloc), 1991 - Mario Gentili (Rom), 1996 | - Luciano Gerbalena-Zanardi (Rom), 1986 - Vittorio Ghelli & Bianca Ghelli (Mailand), 1985 - Ezio Giorgetti (Bellaria-Igea Marina), 1964 - Giorgio Giovannozzi & Luisa Bezzan Giovannozzi, 1984 - Marcella Girelli (Schwester Luisa) (Rom) - Pater Giuseppe Girotti (Turin), 1995 - Giulio Gradassi (Castiglioni, Florenz), 1975 - Luigi Grasso & Maria Cagliero Grasso (Loreto di Fossano), 2001 - Otello Guidi (Rom), 2007 |

### H
| Name                               | Geboren | Gestorben | Ort der Rettung | Grund der Ehrung | Jahr |
| ---------------------------------- | ------- | --------- | --------------- | ---------------- | ---- |
| Mutter Elisabetta Maria Hesselblad |         |           | Rom             |                  | 2004 |

### I
| Name           | Geboren | Gestorben | Ort der Rettung | Grund der Ehrung | Jahr |
| -------------- | ------- | --------- | --------------- | ---------------- | ---- |
| Emidio Iezzi   |         |           | Guardiagrele    |                  | 1996 |
| Milietta Iezzi |         |           | Guardiagrele    | 1996             |      |

- Ferdinando Isotton & Evangelina Isotton (Possagno, Treviso), 1990

### J
| Name                 | Geboren | Gestorben | Ort der Rettung | Grund der Ehrung | Jahr |
| -------------------- | ------- | --------- | --------------- | ---------------- | ---- |
| Adele Maria Jemolo   |         |           | Rom             |                  | 1968 |
| Adele Morghen Jemolo |         |           | Rom             | 1968             |      |
| Arturo Carlo Jemolo  |         |           | Rom             | 1968             |      |

### K
| Name                       | Geboren | Gestorben | Ort der Rettung | Grund der Ehrung | Jahr |
| -------------------------- | ------- | --------- | --------------- | ---------------- | ---- |
| Elena Kutorgene-Buivydaite |         |           |                 |                  | 1982 |

### L
| Name             | Geboren | Gestorben | Ort der Rettung | Grund der Ehrung | Jahr |
| ---------------- | ------- | --------- | --------------- | ---------------- | ---- |
| Lelio Lai        |         |           |                 |                  | 1996 |
| Lina Vannini Lai |         |           |                 |                  | 1996 |

| - Barbara Lavizzari (Schwester Maria Giuseppina), 2003 - Giacinto Domenico Lazzarini, 1978 - Amedeo Lefevre & Nilde Cesaretti Lefevre (Rom), 1992 - Alfredo Lelli & Livia Lelli (Maltignano), 2004 | - Ida Brunelli Lenti (Monselice), 1993 - Pierina Lessio (San Zenone degli Ezzelini), 2011 - Pietro Lestini und Tochter Giuliana Lestini (Rom), 1995 - Emanuele Levrero (Genua), 2009 - Antonio Lorenzini, 2001 |

### M
| Name                  | Geboren | Gestorben | Ort der Rettung | Grund der Ehrung | Jahr |
| --------------------- | ------- | --------- | --------------- | ---------------- | ---- |
| Amelia Fassero Maccia |         |           | Mailand         |                  | 1995 |
| Guglielmo Maccia      |         |           | Mailand         |                  | 1995 |

| - Battista Magna (Magenta), 1997 - Silvia Avondet Malan, 1981 - Gustavo Mancini, 1978 - Nanni Mancini, Antonio Mancini & Bartolomeo Mancini, 1978 - Antonio Mani & Bartolomea Bertoli Mani (Lavenone), 2000 - Mario Marcucci & Maria Marcucci (Rom), 2002 - Marie Marteau (Mutter Marie de Saint Francois Xavier) (Rom), 2002 - Ginevra Bedetti Masciardi (Como), 2004 - Giuseppe Mazza & Maria Bonaiti Mazza, 1997 - Vivaldo Mecacci, 1978 | - Giuseppe Meinardi (Cuneo), 1998 - Alfredo Melani (Rom), 1999 - Martino Michelone (Moransengo), 2011 - Agapito Milana & Assunta Milana, und ihre Kinder Angelo Maria Milana, Giulia Milana & Lida Milana (Olevano Romano), 2001 - Luisa Minardi (Parma), 2003 - Ugo Moglia (Turin), 2004 - Francesco Moraldo (Triora), 1999 - Giuseppe Moreali (Nonantola), 1964 - Ida Mozzachiodi (San Zenone degli Ezzelini), 2011 - Renato Musso & Enrica Cavalchini Musso (Rom), 1998 |

### N
| Name               | Geboren | Gestorben | Ort der Rettung | Grund der Ehrung | Jahr |
| ------------------ | ------- | --------- | --------------- | ---------------- | ---- |
| Amina Nuget Natali |         |           | Pescia          |                  | 2003 |
| Umberto Natali     |         |           | Pescia          |                  | 2003 |

| - Ferdinando Natoni (Rom), 1994 - Pater Rufino Niccacci (Assisi),1974 - Monsignore Giuseppe Placido Nicolini (Assisi), 1977 - Francesco Lorenzo Nodari & Maria Chiara Carnazzi Nodari (Gandino), 2004 | - Agostino Nucciarelli & Annunziata Simonelli Nucciarelli (Pitigliano), 2002 - Schwester Agnese Maria Navarro, 2011 - Raffaello Napoleone und Caterina Napoleone, 2007 |

### O
| Name         | Geboren | Gestorben | Ort der Rettung | Grund der Ehrung | Jahr |
| ------------ | ------- | --------- | --------------- | ---------------- | ---- |
| Luigi Oberto |         |           |                 |                  | 1998 |
| Maria Oberto |         |           |                 |                  | 1998 |

| - Ernesto Ollari (Canesano di Calestano), 1999 | - Bortolo Ongaro & Battistina Ongaro (Gandino), 2004 |

### P
| Name          | Geboren | Gestorben | Ort der Rettung | Grund der Ehrung | Jahr |
| ------------- | ------- | --------- | --------------- | ---------------- | ---- |
| Angelo Pace   |         |           |                 |                  | 1979 |
| Filomena Pace |         |           |                 |                  | 1979 |

| - Giovanni Palatucci (Fiume), 1990 - Pietro Palazzini (Rom), 1983 - Leonilda Barsotti Pancani, 1999 - Elvira Pannini, 1982 - Arturo Paoli (Lucca), 1999 - Armando Parenti & Margherita Parenti 2006 - Ferdinando Pasin (Treviso), 1999 - Luigi Perez & Sandra Perez (Gazzo Veronese), 1999 - Giorgio Perlasca (Budapest, Ungarn), 1988 - Lorenzo Perrone, 1998 | - Stefano Perugini & Adele Mozzetti Perugini und Sohn Sem Perugini (Pitigliano), 2002 - Giovanni Pesante & Angelica Pesante, 1983 - Père Marie-Benoît Petuel (Pierre Petuel), 1966 - Ercole Piana & Gina Piana, 1978 - Gaetano Piccinini (Rom), 2011 - Attilio Pigliapoco & Lidia Pigliapoco (Polverigi), 1995 - Linda Porena Mori, 2006 - Ottavio Posta (Isola Maggiore, Perugia), 2011 - Felice Pretti Giuseppina Gusmano Pretti, 2000 - Luigi Pugi, 1977 |

### R
| Name                      | Geboren | Gestorben | Ort der Rettung | Grund der Ehrung | Jahr |
| ------------------------- | ------- | --------- | --------------- | ---------------- | ---- |
| Monsignore Maurizio Raffa |         |           | Rom             |                  | 2009 |

| - Alberto Ragionieri & Clelia Casolino Ragionieri, 2004 - Pater Francesco Raspino (Saluzzo), 1983 - Carlo Ravera & Maria Ravera, 1975 - Francesco Repetto (Genua), 1976 - Pellegrino Riccardi, 1988 - Benedetto Richeldi, 1973 | - Carmelo Richetto & Angiola Quattrin Richetto (Villar Dora, Turin), 1982 - Pater Cipriano Ricotti (Florenz), 1972 - Beatrice Rizzolio, 1975 - Monsignore Luigi Rosadini, 1982 - Monsignore Angelo Rotta (Budapest), 1997 - Vincenzo Rudelli (Gandino), 2004 |

### S
| Name            | Geboren | Gestorben | Ort der Rettung | Grund der Ehrung | Jahr |
| --------------- | ------- | --------- | --------------- | ---------------- | ---- |
| Ebe Sacchi      |         |           | Sustinente      |                  | 1999 |
| Edmea Sacchi    |         |           | Sustinente      |                  | 1999 |
| Riccardo Sacchi |         |           | Sustinente      |                  | 1999 |
| Vando Sacchi    |         |           | Sustinente      |                  | 1999 |

| - Anna Sala, (Venedig), 2000 - Dante Sala (Mirandola), 1969 - Carlo Salvi (Genua), 1976 - Giovanbattista Salvi & Laura Salvi, 2005 - Mario Santerini & Lina Santerini (Florenz), 1966 - Giuseppe Sapino (Pranzalito a San Martino Canavese), 1989 - Michelina Saracco (Govone), 1988 - Teresa Bandini Scerbanenco, Giorgio Scerbanenco (Mailand), 2002 - Monsignore Beniamino Schivo (Città di Castello), 1986 - Giuseppe Scrivani e Teresa Scrivani Muzio, 2004 - Gino Selvi & Rina Selvi, 2006 - Enrico Sergiani & Luigina Manzaroli Sergiani, 1994 - Giovanni Servalli (Gandino), 2004 | - Alessandro Sgatti & Irina Sgatti und Tochter Luce Sgatti (Marina di Carrara), 1981 - Enrico Sibona (Maccagno), 1992 - Gino Signori (Hamburg), 1984 - Giovanni Simeoni (Florenz und Treviso), 1965 - Domenico Simonelli & Letizia Serri Simonelli (Pitigliano), 2002 - Dante Soffici & Giulia Soffici, Oreste Soffici & Mariana Soffici (Brollo di Figline Valdarno), 1988 - Fortunato Sonno (Pitigliano), 2002 - Lorenzo Spada (Demonte), 1974 - Vito Spingi, 1974 - Pater Emanuele Stablum (Rom), 2001 - Fausto Staderini & Bice Gilardoni Staderini (Rom), 2010 - Oddo Stocco (San Zenone degli Ezzelini), 2011 - Villebaldo Serrani und Teresa Serrani, 2007 |

### T
| Name                     | Geboren | Gestorben | Ort der Rettung | Grund der Ehrung | Jahr |
| ------------------------ | ------- | --------- | --------------- | ---------------- | ---- |
| Angela Mariani Tagliabue |         |           | Desio           |                  | 1989 |
| Luigi Tagliabue          |         |           | Desio           |                  | 1989 |

| - Adelino Talamonti und Sohn Fides Talamonti (Offida), 19. November 1979 - Camillo Talamonti und Kinder Fernando Talamonti & Emma Talamonti (Mutter Fernanda) (Offida), 1979 - Aurelio Tambini & Aurelia Tambini und Kinder Rosita Tambini & Vincenzo Tambini, (Bagnacavallo), 1974 | - Gaetano Tantalo (Tagliacozzo), 1978 - Giuseppe Tiburzio und Eltern Giovanni Tiburzio & Emma Tiburzio, 1974 - Fernando Torreggiani (Marchirolo), 2001 - Vittorio Tredici (Rom), 1997 - Adele Turrini, 1981 |

### V
| Name            | Geboren | Gestorben | Ort der Rettung | Grund der Ehrung | Jahr |
| --------------- | ------- | --------- | --------------- | ---------------- | ---- |
| Caterina Vaiani |         |           |                 |                  | 1997 |

| - Caterina Mecacci Vannini, 1978 - Anna Varoli & Luigi Varoli (Cotignola), 2002 - Mutter Benedetta Vespignani, 1994 - Monsignore Gennaro Verolino (Budapest-Rom), 2005 | - Raimondo Viale (Borgo San Dalmazzo), 2000 - Pastor Tullio Vinay (Florenz), 1981 - Federico Vincenti (Perugia), 1997 - Virgilio Virgili & Daria Maestrini Virgili und Kinder Mercedes Virgili Faraoni & Gianna Virgili Carnali (Secchiano di Cagli), 1992 |

### W
| Name            | Geboren | Gestorben | Ort der Rettung | Grund der Ehrung | Jahr |
| --------------- | ------- | --------- | --------------- | ---------------- | ---- |
| Alessandro Wiel |         |           |                 |                  | 1997 |
| Luisa Wiel      |         |           |                 |                  | 1997 |

### Z
| Name           | Geboren | Gestorben | Ort der Rettung | Grund der Ehrung | Jahr |
| -------------- | ------- | --------- | --------------- | ---------------- | ---- |
| Guelfo Zamboni |         |           |                 |                  | 1992 |

| - Margherita Beduschi Zanchi (Rivarolo Mantovano), 2000 | - Vittorio Zanzi & Serafina Zanzi (Cotignola), 2003 - Adele Zara (Oriago),1996 |